# 辻寛

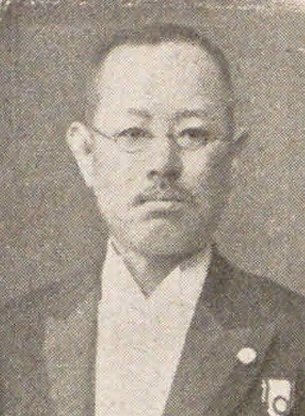
辻寛

辻 寛（つじ ゆたか、文久元年10月24日（1861年11月26日） - 昭和4年（1929年）9月24日）は、衆議院議員（立憲政友会→立憲同志会→憲政会）、ジャーナリスト。

## 経歴
伊勢国三重郡水沢村（現在の三重県四日市市）に辻武平治の長男として生まれる。東京専門学校（現在の早稲田大学）を卒業後、三重県山田郡立中学校の教諭に任じられた。その後、三重新聞社の社長として経営にあたり、また雑誌「三重県人」の主幹となった。
三重県会議員を経て、1904年（明治37年）の第9回衆議院議員総選挙に出馬し、当選。第11回・第12回でも再選された。
その他、三重県農工銀行の監査役も務めた。

## 栄典
- 1929年（昭和4年）9月24日 - 従六位[3]